# Musik in kleinen Gruppen
Der Österreichische Wettbewerb „Musik in kleinen Gruppen“ findet auf Bezirks-, Landes- und Bundesebene statt, dient der Förderung des instrumentalen Zusammenspiels in Kammermusikensembles (für Blas- und Schlaginstrumente) und damit der Hebung des Niveaus der Blasmusikkapellen. Der Bundeswettbewerb „Musik in kleinen Gruppen“ wird von der Österreichischen Blasmusikjugend in Kooperation mit dem austragenden Landesverband alle zwei Jahre veranstaltet. Jungmusikern soll damit auch die Möglichkeit der Beschäftigung mit historischer und zeitnaher Ensemble- und Kammermusik geboten werden. Zugelassen sind instrumentale Bläser- und Schlagwerkbesetzungen vom Duo bis zum Oktett. Chorische Besetzungen sind nicht zulässig.

## Geschichte
1976 wurde der Bundeswettbewerb „Spiel in kleinen Gruppen“ als Beitrag zum Österreichischen Nationalfeiertag eingeführt. 24 Ensembles stellten sich am 26. Oktober 1976 im Bruckner-Konservatorium in Linz der Jury. Seitdem findet der Bundeswettbewerb meistens an zwei Tagen statt. Waren es zu Beginn noch 24 Ensembles, steigerte sich die Anzahl der Teilnehmer im Laufe der Jahre. 2006 traten in Klagenfurt sogar 55 Ensembles an. Der Anstieg bei den Teilnehmerzahlen mag auch mit der Entwicklung der Stufen zu tun haben. Zum Beispiel werden seit 1990 auch Schlagwerkensembles bei dem Wettbewerb, der im selben Jahr auf „Musik in kleinen Gruppen“ umbenannt wurde, zugelassen. 1998 wurde die Stufe D hinzugefügt, 2000 die Stufe E. 2006 kam es zu einigen Änderungen: Ziel war es, die Teilnahme von Schlagwerkern zu forcieren, weshalb eine eigene Kategorie für Schlagwerker eingeführt wurde, verbunden mit einer fixen Startberechtigung eines Ensembles pro Landesverband. Weiters installierte man eine einheitliche Sondergruppe, womit der Wettbewerb für die in den Reihen der Musikkapellen tätigen „Professionisten“, d. h. Musikstudierenden bzw. Absolventen von Musikuniversitäten interessant wurde. Ein weiteres erklärtes Ziel der Wettbewerbe ist auch die Förderung von weitmensurierten Blechensembles und „Mangelinstrumenten“ wie Oboe und Fagott.
Die Bewertung der Vorträge änderte sich öfters im Laufe der Jahre. In den Anfängen des Bundeswettbewerbes wurden Preise bzw. Ränge vergeben, von 1982 bis 1996 wechselte man zu den Prämierungen: Die Ensembles erspielten sich ausgezeichnete, sehr gute und gute Erfolge. 1998 kam man zum Entschluss, „nur“ Punkte zu vergeben, was zwei Jahre später – im Jahr 2000 – wieder verworfen wurde. Seit 2004 werden nun die Vorträge nur mehr bepunktet!
Jedes Ensemble strebt nach einer möglichst hohen Punkteanzahl. 1992 schaffte es das Oberösterreichische Klarinettenensemble „Clarinettissimo“ in Südtirol erstmals, 100 von möglichen 100 Punkten zu erreichen. Dieses Ergebnis wiederholte sich beim Bundeswettbewerb in Tulln in Niederösterreich 2010, als die Brass Boys aus Kärnten von der Jury die volle Punkteanzahl bekamen.
Die neueste Änderung beim Bundeswettbewerb „Musik in kleinen Gruppen“, dessen Statut im Jahr 2010 novelliert wurde, ist die Einführung einer zusätzlichen Finalrunde am zweiten Wettbewerbstag. Diese gibt es seit dem Wettbewerb in Feldkirch/Vorarlberg im Jahr 2008. Die besten Ensembles aus allen drei Kategorien (Holzbläser, Blechbläser, Schlagwerk) stellen sich am zweiten Tag vor versammeltem Publikum einer erweiterten Finaljury, in der der Hauptpreisträger des Wettbewerbs gekürt wird.

## Dreistufiges System
Das dreistufige System auf Bezirks-, Landes- und Bundesebene macht den Wettbewerb einzigartig gegenüber ähnlichen Initiativen. Vor allem durch die Bezirksebene hat „Musik in kleinen Gruppen“ eine große Breitenwirkung: Auf Bezirksebene treten durchschnittlich beispielsweise 1500 Ensembles und 4900 Teilnehmer an, auf Landesebene sind es 280 Ensembles mit 1320 musizierenden Jugendlichen, beim Bundeswettbewerb sind es meist circa 200 Musiker in 50 Ensembles.

## Stufen
Die Ensembles treten in verschiedenen Altersstufen an:
- bis 13 Jahre: Stufe A;
- bis 16 Jahre: Stufe B;
- bis 19 Jahre: Stufe C;
- ab 19,1 Jahre: Stufe D;
- unabhängig vom Altersdurchschnitt: Stufe S (Sondergruppe: Ensembles, bei denen die Hälfte oder mehr der Mitglieder Studenten oder Absolventen einer Musikuniversität oder eines Konservatoriums sind.)

## Jury

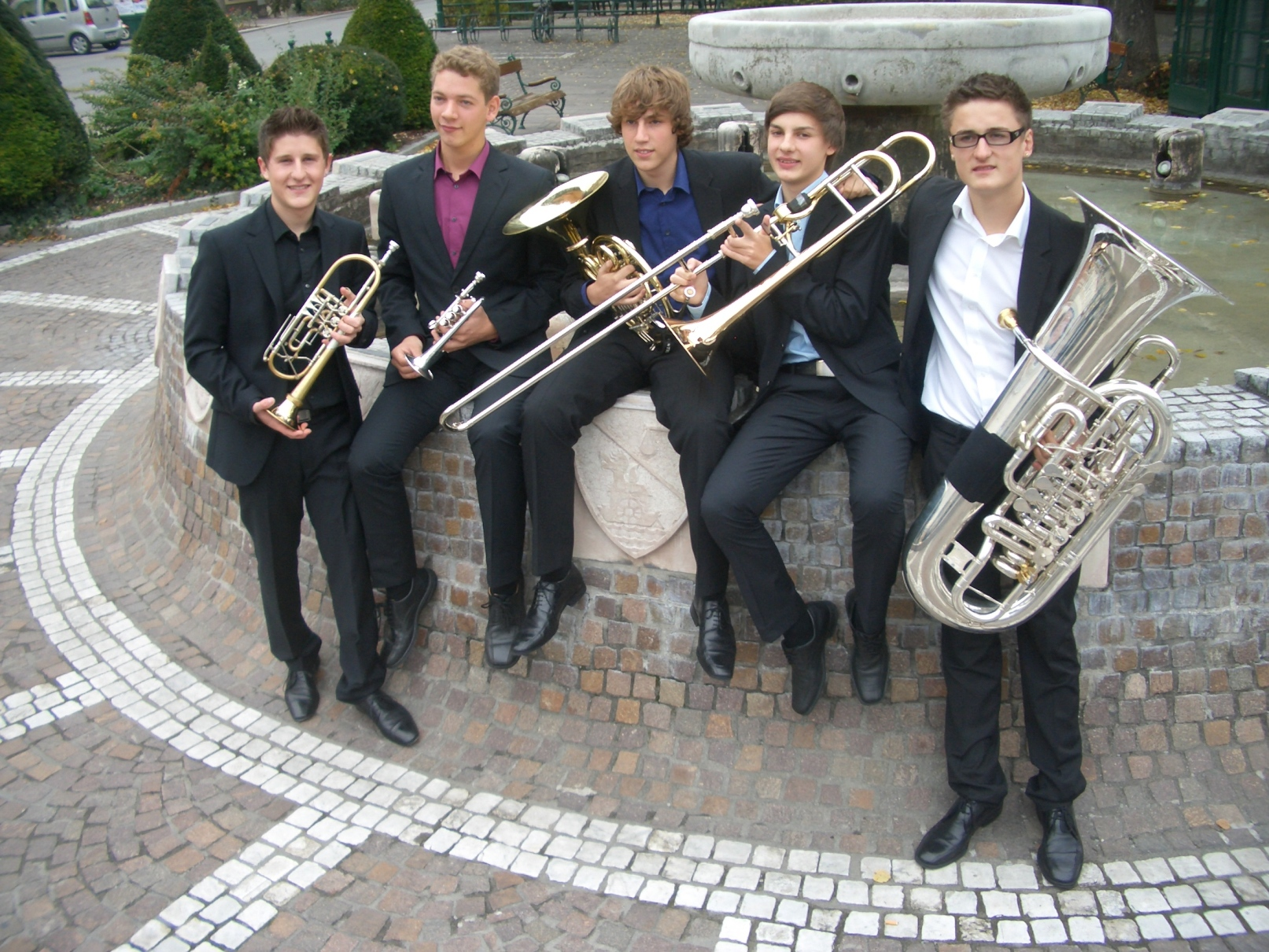
Brass Boys aus Kärnten

Die Vorträge werden von einer Jury bewertet. Wichtig ist, dass die Ensembles Werke unterschiedlichen Charakters präsentieren, wobei es je nach Altersstufe eine vorgeschriebene Spielzeit gibt.

## Die Sieger der letzten Jahre
- 2006: Schlagwerkensemble „Voices of Percussion“ aus Oberösterreich;
- 2008: Saxophonensemble „Sqeaking Reeds“ aus Tirol;
- 2010: Brassensemble „Brass Boys“ aus Kärnten;
- 2012: Schlagwerkensemble „the m&m drops“ (Manuel Plattner, Michael Moritz und David Heiss, Leitung: Thomas Greil) aus Tirol
- 2014: Brassensemble „Brass Boys“ aus Kärnten;